# إغناطيوس غوتفريد كايم
إغناطيوس غوتفريد كايم (بالألمانية: Ignatius Gottfried Kaim) هو عالم وكيميائي نمساوي عاش في القرن الثامن عشر في الفترة ما بين سنتي 1746-1778.
ساهم كايم في وصف اختزال أكسيد المنغنيز بواسطة الكربون (الفحم) وذلك في أطروحة نشرها سنة 1770؛ بالرغم من ذلك تبقى نسبة اكتشاف عنصر المنغنيز إلى الكيميائي السويدي يوهان غوتليب غان.